# C16H21N3O2
化学式C16H21N3O2（摩尔质量：287.36 g/mol）可以指：
- 佐米曲普坦，CAS号：139264-17-8
- 氰基吲哚洛尔，CAS号：69906-85-0

|  | 这个同类索引页列出了具有相同分子式的化学物（即同分異構體）条目。 除非您是有意链接至本页，否则应将相应条目的内部链接指向正确的条目。 |